# Von Der Heydt Museum
Il Von Der Heydt Museum è un museo d'arte situato a Wuppertal, in Germania, sede in particolare di una collezione di opere del XIX e XX secolo.

## Il museo
Il Von Der Heydt Museum, la cui sede fu progettata da Johann Peter Cremer tra il 1828 ed il 1831, contiene più di 1000 opere di diverse correnti artistiche, a decorrere dal sedicesimo secolo. 
Al suo interno sono custodite, tra le altre, opere di Beckmann, Corinth, Dalí, Macke, Marc, Monet, Nolde, Vasilij Vasil'evič Kandinskij, Van Gogh e Picasso.

### Nomi assunti dal museo
- 1902–1915 Städtisches Museum Elberfeld
- 1915–1918 Kaiser-Wilhelm-Museum
- 1918–1929 Städtisches Museum Elberfeld
- 1929–1961 Städtisches Museum Wuppertal
- 1961– oggi Von der Heydt-Museum

### Direttori del museo
- 1902–1929 Friedrich Fries
- 1929-1952 Victor Dirksen
- 1953-1962 Harald Seiler
- 1962-1985 Günter Aust
- 1985-2006 Sabine Fehlemann
- 2006–... Gerhard Finckh

## Alcune opere
- Umberto Boccioni - Visioni simultanee
- Franz Marc - Volpe blu e nera
- Vasilij Vasil'evič Kandinskij - Case a Monaco

## Galleria d'immagini

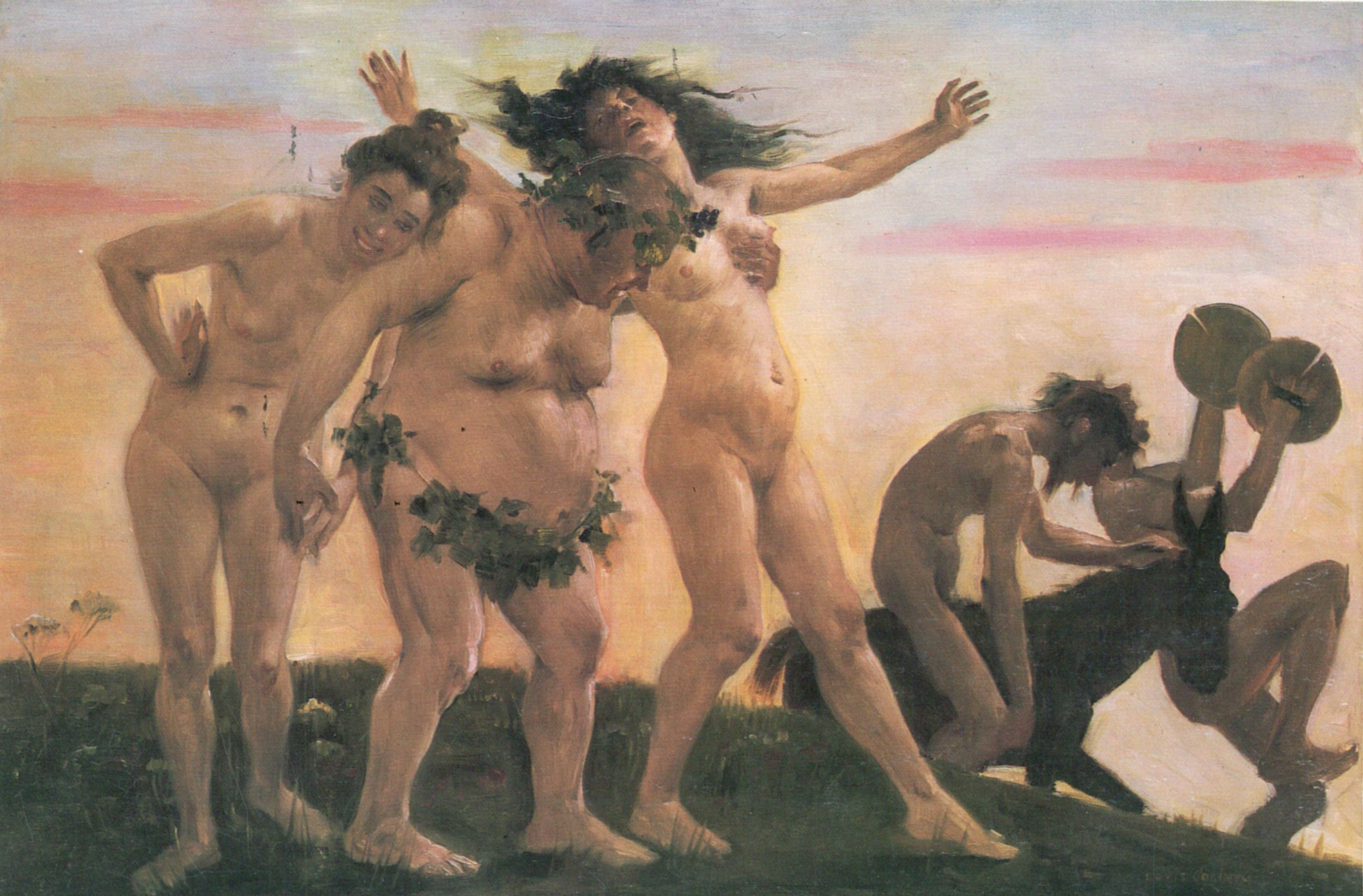
Lovis Corinth Baccanti, 1898
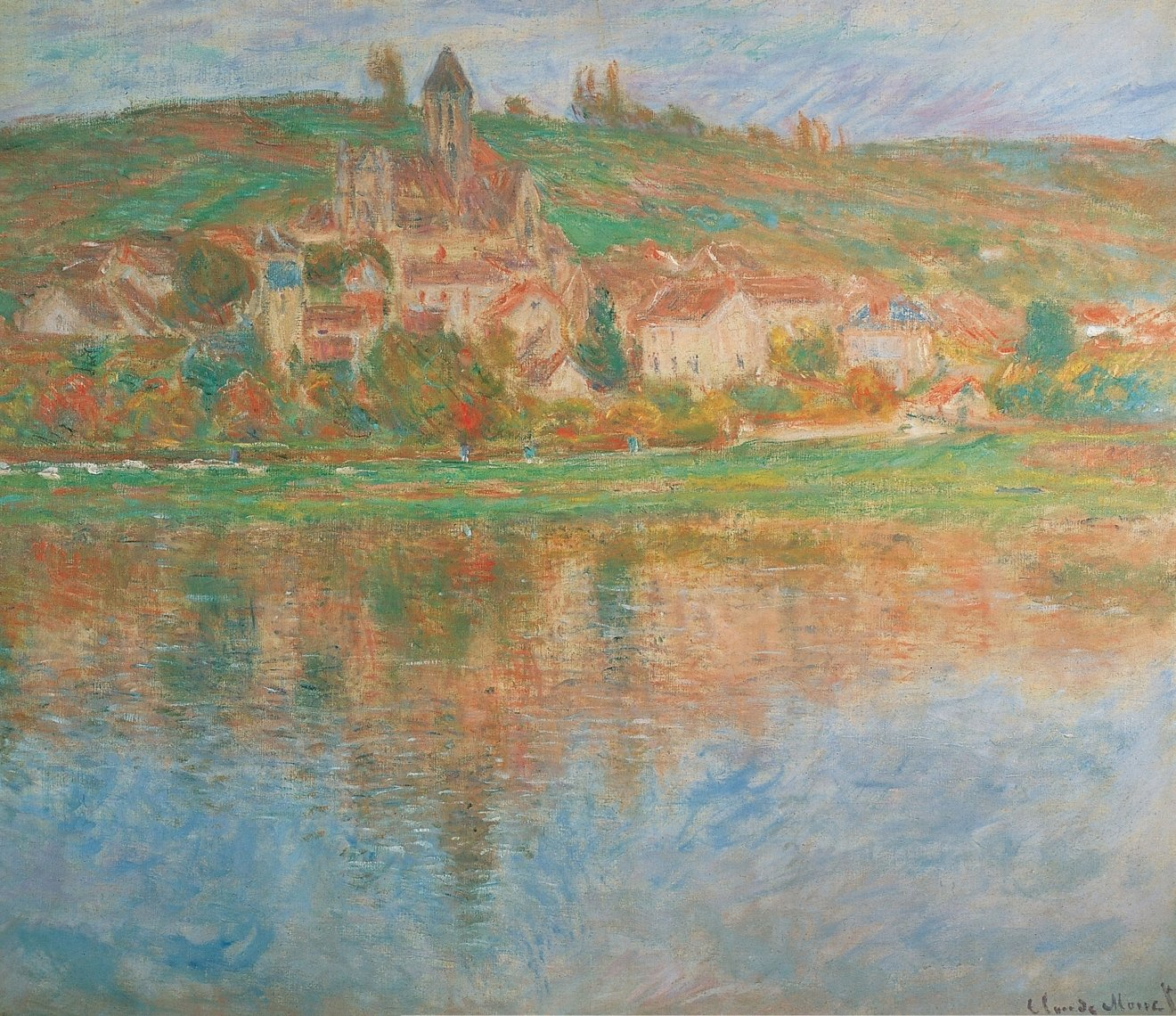
Claude Monet Vétheuil, 1901
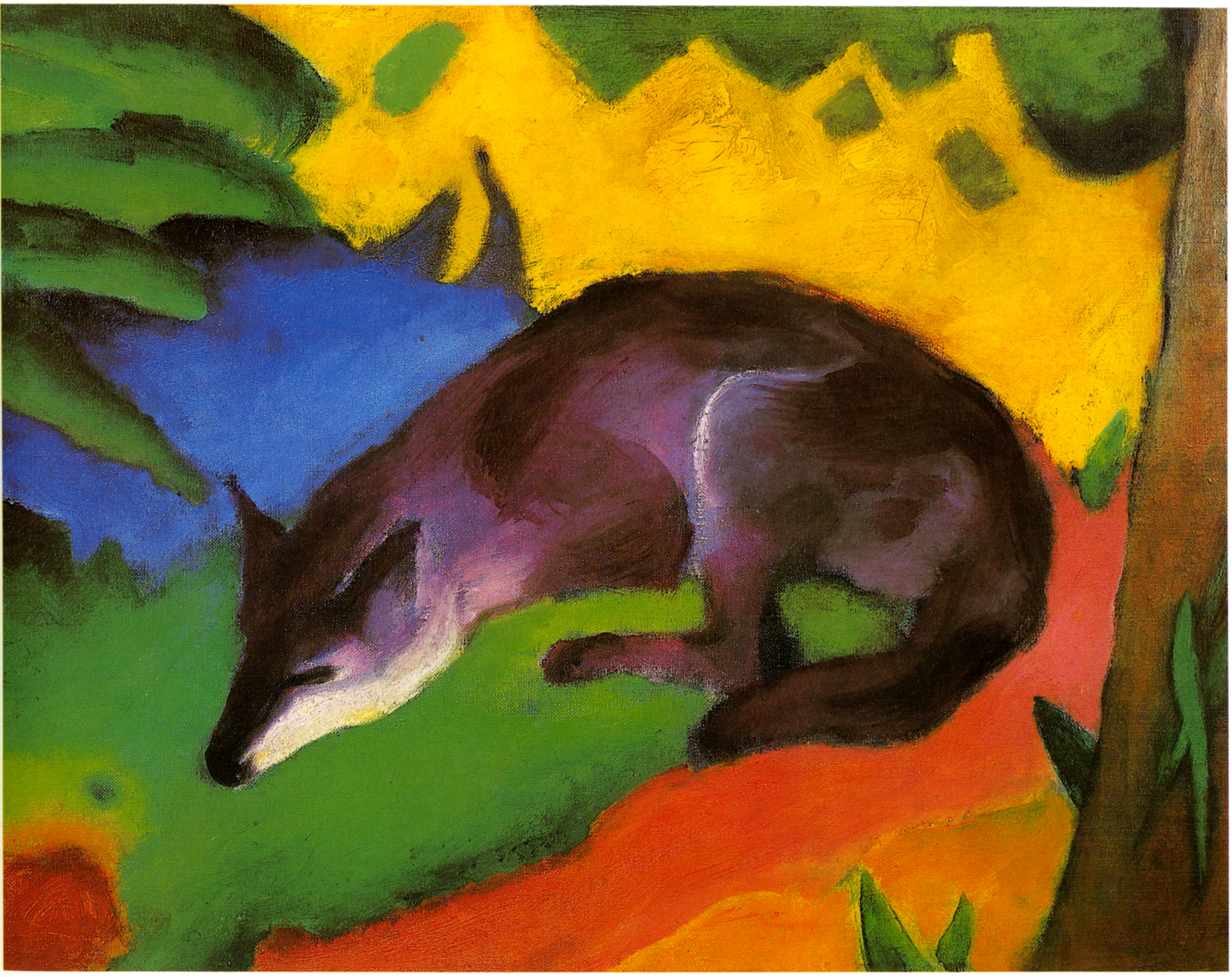
Franz Marc Volpe blu e nera, 1911
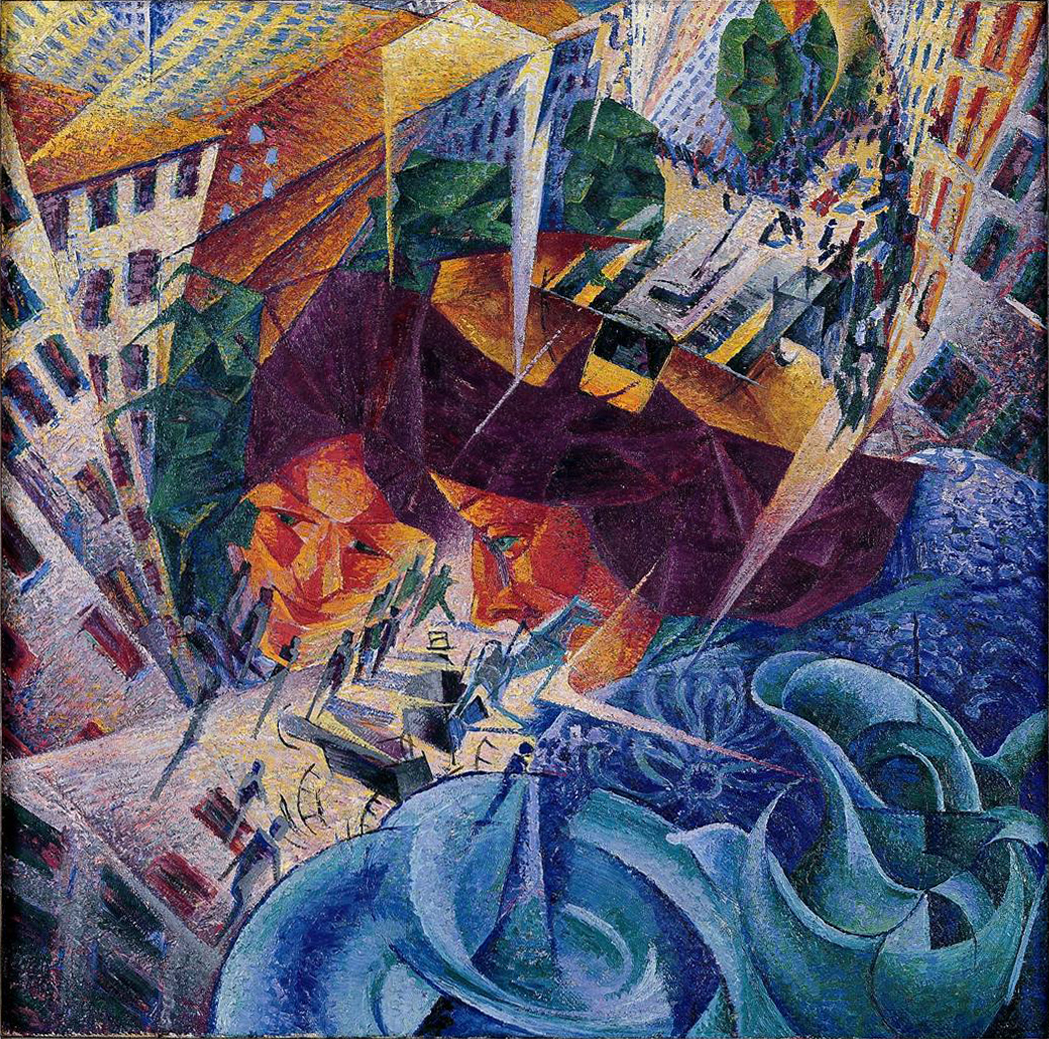
Umberto Boccioni Visioni simultanee 1911-1912
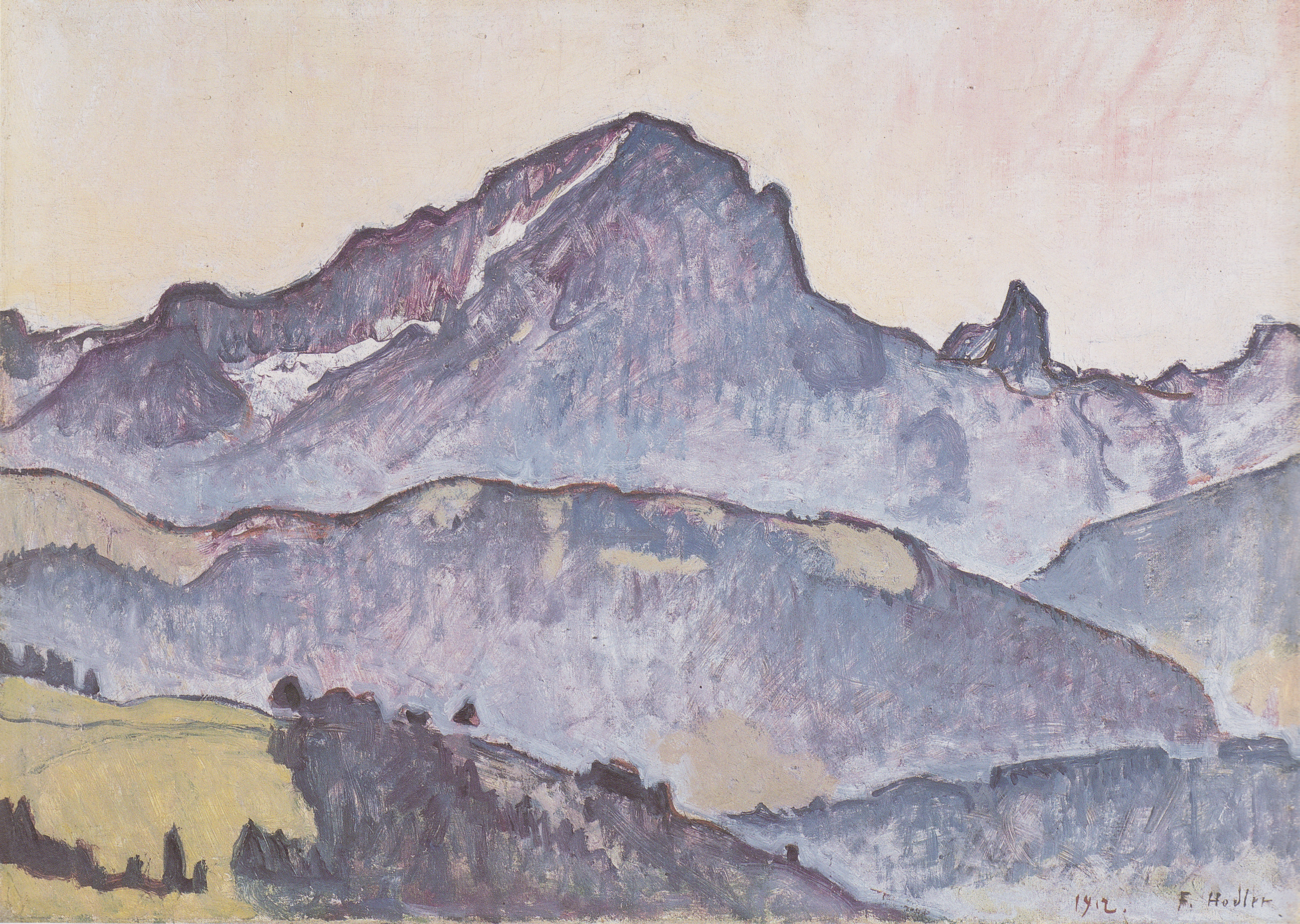
Ferdinand Hodler Le Grand Muveran, 1912